# Ipomoea hackeliana
Ipomoea hackeliana là một loài thực vật có hoa trong họ Bìm bìm. Loài này được (Schinz) Hallier f. mô tả khoa học đầu tiên năm 1894.